# Łotwa na Letnich Igrzyskach Olimpijskich 2016
Łotwa na Letnich Igrzyskach Olimpijskich 2016 – trzydiestoczteroosobowa reprezentacja Łotwy na Letnich Igrzyskach Olimpijskich 2016 w Rio de Janeiro. Występ w 2016 roku to 7. start reprezentacji Łotwy na letnich igrzyskach olimpijskich. Podczas ceremonii otwarcia chorążym reprezentacji był kolarz BMX – Maris Štrombergs.

## Skład reprezentacji

### Judo
| Zawodnik            | Konkurencja             | 1/16 finału       | 1/8 finału       | Ćwierćfinały     | Półfinały        | Finał            | Pozycja |
| Zawodnik            | Konkurencja             | Przeciwnik Wynik  | Przeciwnik Wynik | Przeciwnik Wynik | Przeciwnik Wynik | Przeciwnik Wynik | Pozycja |
| ------------------- | ----------------------- | ----------------- | ---------------- | ---------------- | ---------------- | ---------------- | ------- |
| Jevgeņijs Borodavko | Do 100 kg mężczyzn      | Haga P 000-100    | NQ               | NQ               | NQ               | NQ               | 17-32.  |
| Artūrs Ņikiforenko  | Powyżej 100 kg mężczyzn | Kokauri P 000-111 | NQ               | NQ               | NQ               | NQ               | 17-32.  |

### Kajakarstwo klasyczne
| Zawodnik            | Konkurencja | Eliminacje | Eliminacje | Półfinały | Półfinały | Finał A/B | Finał A/B | Pozycja |
| Zawodnik            | Konkurencja | Czas       | Pozycja    | Czas      | Pozycja   | Czas      | Pozycja   | Pozycja |
| ------------------- | ----------- | ---------- | ---------- | --------- | --------- | --------- | --------- | ------- |
| Aleksejs Rumjancevs | K-1 200 m   | 35,17      | 11. Q      | 34,72     | 7. Q (FA) | 35,89     | 5.        | 5.      |
| Dagnis Iļjins       | C-1 200 m   | 44,12      | 20. Q      | 45,08     | 21.       | NQ        | NQ        | 21.     |
| Dagnis Iļjins       | C-1 1000 m  | 4:11,77    | 11. Q      | 4:20,18   | 11. (FB)  | 4:10,08   | 5.        | 13.     |

### Kolarstwo

#### Kolarstwo BMX
| Zawodnik         | Konkurencja             | Eliminacje | Eliminacje | Ćwierćfinał | Ćwierćfinał | Półfinał | Półfinał | Finał | Finał   | Pozycja |
| Zawodnik         | Konkurencja             | Wynik      | Miejsce    | Wynik       | Miejsce     | Wynik    | Miejsce  | Wynik | Miejsce | Pozycja |
| ---------------- | ----------------------- | ---------- | ---------- | ----------- | ----------- | -------- | -------- | ----- | ------- | ------- |
| Māris Štrombergs | indywidualnie mężczyźni | 34,953     | 7.         | 14          | 18.         | NQ       | NQ       | NQ    | NQ      | 18.     |
| Edžus Treimanis  | indywidualnie mężczyźni | DNF        | 32.        | 15          | 19.         | NQ       | NQ       | NQ    | NQ      | 19.     |

#### Kolarstwo szosowe
| Zawodnik            | Konkurencja                         | Czas    | Pozycja |
| ------------------- | ----------------------------------- | ------- | ------- |
| Toms Skujiņš        | wyścig ze startu wspólnego mężczyzn | 6:30:05 | 59.     |
| Aleksejs Saramotins | wyścig ze startu wspólnego mężczyzn | 6:30:05 | 46.     |

### Lekkoatletyka

#### Mężczyźni

##### Konkurencje biegowe
| Zawodnik             | Konkurencja   | Eliminacje | Eliminacje | Półfinał | Półfinał | Finał   | Finał   | Pozycja |
| Zawodnik             | Konkurencja   | Czas       | Miejsce    | Czas     | Miejsce  | Czas    | Miejsce | Pozycja |
| -------------------- | ------------- | ---------- | ---------- | -------- | -------- | ------- | ------- | ------- |
| Arnis Rumbenieks     | chód na 50 km | —          | —          | —        | —        | 4:08:28 | 37.     | 37.     |
| Valērijs Žolnerovičs | maraton       | —          | —          | —        | —        | DNS     | DNS     | DNS     |

##### Konkurencje techniczne
| Zawodnik            | Konkurencja    | Eliminacje | Eliminacje | Finał | Finał   | Pozycja |
| Zawodnik            | Konkurencja    | Wynik      | Miejsce    | Wynik | Miejsce | Pozycja |
| ------------------- | -------------- | ---------- | ---------- | ----- | ------- | ------- |
| Zigismunds Sirmais  | rzut oszczepem | 80,65      | 14.        | NQ    | NQ      | 14.     |
| Rolands Štrobinders | rzut oszczepem | 77,73      | 28.        | NQ    | NQ      | 28.     |
| Mareks Ārents       | skok o tyczce  | 5,45       | 16.        | NQ    | NQ      | 16.     |
| Pauls Pujāts        | skok o tyczce  | 5,60       | 10.        | –     | –       | 12.     |

#### Kobiety

##### Konkurencje biegowe
| Zawodnik              | Konkurencja   | Eliminacje | Eliminacje | Półfinał | Półfinał | Finał   | Finał   | Pozycja |
| Zawodnik              | Konkurencja   | Czas       | Miejsce    | Czas     | Miejsce  | Czas    | Miejsce | Pozycja |
| --------------------- | ------------- | ---------- | ---------- | -------- | -------- | ------- | ------- | ------- |
| Jeļena Prokopčuka     | maraton       | —          | —          | —        | —        | 2:29:32 | 12.     | 12.     |
| Ilona Marhele         | maraton       | —          | —          | —        | —        | 2:41:02 | 61.     | 61.     |
| Ariana Hilborn        | maraton       | —          | —          | —        | —        | 2:50:51 | 106.    | 106.    |
| Gunta Latiševa-Čudare | bieg na 400 m | 53,08      | 45.        | NQ       | NQ       | NQ      | NQ      | 45.     |
| Agnese Pastare        | chód na 20 km | —          | —          | —        | —        | 1:40:15 | 53.     | 53.     |

##### Konkurencje techniczne
| Zawodnik         | Konkurencja    | Eliminacje | Eliminacje | Finał | Finał   | Pozycja |
| Zawodnik         | Konkurencja    | Wynik      | Miejsce    | Wynik | Miejsce | Pozycja |
| ---------------- | -------------- | ---------- | ---------- | ----- | ------- | ------- |
| Madara Palameika | rzut oszczepem | 63,03      | 8 Q        | 60,14 | 10.     | 10.     |
| Sinta Ozoliņa    | rzut oszczepem | 60,92      | 14.        | NQ    | NQ      | 14.     |
| Līna Mūze        | rzut oszczepem | DNS        | DNS        | DNS   | DNS     | DNS     |

##### Wielobój
| Zawodnik                 | Konkurencja |          | 100 m pp | Skok wzwyż | Pchnięcie kulą | 200 m | Skok w dal | Rzut oszczepem | 800 m   | Wynik | Pozycja |
| ------------------------ | ----------- | -------- | -------- | ---------- | -------------- | ----- | ---------- | -------------- | ------- | ----- | ------- |
| Laura Ikauniece-Admidiņa | siedmiobój  | Rezultat | 13,33    | 1,77       | 13,52          | 23,76 | 6,12       | 55,93          | 2:09,43 | 6617  | 4.      |
| Laura Ikauniece-Admidiņa | siedmiobój  | Punkty   | 1075     | 941        | 762            | 1004  | 887        | 975            | 973     | 6617  | 4.      |

### Pięciobój nowoczesny
| Zawodnik            | Konkurencja | Szermierka | Szermierka | Szermierka | Pływanie | Pływanie | Pływanie | Jazda konna | Jazda konna | Jazda konna | Kombinacja: strzelanie/bieg przełajowy | Kombinacja: strzelanie/bieg przełajowy | Kombinacja: strzelanie/bieg przełajowy | Suma punktów | Pozycja |
| Zawodnik            | Konkurencja | Wynik      | M.         | Punkty     | Czas     | M.       | Punkty   | Kary        | M.          | Punkty      | Czas                                   | M.                                     | Punkty                                 | Suma punktów | Pozycja |
| ------------------- | ----------- | ---------- | ---------- | ---------- | -------- | -------- | -------- | ----------- | ----------- | ----------- | -------------------------------------- | -------------------------------------- | -------------------------------------- | ------------ | ------- |
| Ruslans Nakoņečnijs | mężczyźni   | 13/35      | 30.        | 180        | 2:03,83  | 16.      | 329      | 28          | 26.         | 272         | 11:35,70                               | 21.                                    | 605                                    | 1386         | 28.     |

### Pływanie
| Zawodnik       | Konkurencja          | Eliminacje | Eliminacje | Półfinał | Półfinał | Finał | Finał   | Pozycja |
| Zawodnik       | Konkurencja          | Czas       | Miejsce    | Czas     | Miejsce  | Czas  | Miejsce | Pozycja |
| -------------- | -------------------- | ---------- | ---------- | -------- | -------- | ----- | ------- | ------- |
| Uvis Kalniņš   | 200 m st. zmiennym   | 2:02,34    | 24.        | NQ       | NQ       | NQ    | NQ      | 24.     |
| Aļona Ribakova | 200 m st. klasycznym | 2:30,82    | 27.        | NQ       | NQ       | NQ    | NQ      | 27.     |

### Podnoszenie ciężarów
| Zawodnik         | Konkurencja        | Rwanie | Rwanie  | Podrzut | Podrzut | Razem | Pozycja |
| Zawodnik         | Konkurencja        | Wynik  | Pozycja | Wynik   | Pozycja | Razem | Pozycja |
| ---------------- | ------------------ | ------ | ------- | ------- | ------- | ----- | ------- |
| Artūrs Plēsnieks | do 105 kg mężczyzn | 181    | 7.      | 218     | 8.      | 399   | 8.      |
| Rebeka Koha      | do 53 kg kobiet    | 90     | 3.      | 107     | 4.      | 197   | 4.      |

### Piłka siatkowa

#### Siatkówka plażowa
| Zawodnicy                          | Konkurencja | Faza grupowa                                | Faza grupowa                                          | Faza grupowa                                      | Faza grupowa | Play-off         | 1/8 finału       | Ćwierćfinały     | Półfinały        | Finał            | Pozycja |
| Zawodnicy                          | Konkurencja | Przeciwnik Wynik                            | Przeciwnik Wynik                                      | Przeciwnik Wynik                                  | Pozycja      | Przeciwnik Wynik | Przeciwnik Wynik | Przeciwnik Wynik | Przeciwnik Wynik | Przeciwnik Wynik | Pozycja |
| ---------------------------------- | ----------- | ------------------------------------------- | ----------------------------------------------------- | ------------------------------------------------- | ------------ | ---------------- | ---------------- | ---------------- | ---------------- | ---------------- | ------- |
| Aleksandrs Samoilovs Jānis Šmēdiņš | mężczyźni   | Binstock / Saxton W 2-1 (21:17 18:21 15:13) | Gonzalez Bayard / Díaz Gomez P 1-2 (21:23 21:19 9:15) | Solberg Salgado / Junior P 1-2 (16:21 22:20 7:15) | 4.           | NQ               | NQ               | NQ               | NQ               | NQ               | 19.     |

### Strzelectwo
| Zawodnik         | Konkurencja    | Kwalifikacje | Kwalifikacje | Półfinał | Półfinał | Finał | Finał   | Pozycja |
| Zawodnik         | Konkurencja    | Wynik        | Pozycja      | Wynik    | Pozycja  | Wynik | Pozycja | Pozycja |
| ---------------- | -------------- | ------------ | ------------ | -------- | -------- | ----- | ------- | ------- |
| Dainis Upelnieks | Skeet mężczyzn | 119          | 14.          | NQ       | NQ       | NQ    | NQ      | 14.     |

### Tenis ziemny
| Zawodnik         | Konkurencja | 1/32                             | 1/16             | 1/8              | Ćwierćfinały     | Półfinały        | Finał            | Pozycja |
| Zawodnik         | Konkurencja | Przeciwnik Wynik                 | Przeciwnik Wynik | Przeciwnik Wynik | Przeciwnik Wynik | Przeciwnik Wynik | Przeciwnik Wynik | Pozycja |
| ---------------- | ----------- | -------------------------------- | ---------------- | ---------------- | ---------------- | ---------------- | ---------------- | ------- |
| Jeļena Ostapenko | singel      | Zheng Saisai P 1-2 (6:1 3:6 2:6) | NQ               | NQ               | NQ               | NQ               | NQ               | 33.-64. |

### Zapasy
| Zawodnik              | Konkurencja                | 1/8               | Ćwierćfinały       | Półfinały        | Repasaż               | Pojedynek o 3. miejsce | Finał            | Pozycja |
| Zawodnik              | Konkurencja                | Przeciwnik Wynik  | Przeciwnik Wynik   | Przeciwnik Wynik | Przeciwnik Wynik      | Przeciwnik Wynik       | Przeciwnik Wynik | Pozycja |
| --------------------- | -------------------------- | ----------------- | ------------------ | ---------------- | --------------------- | ---------------------- | ---------------- | ------- |
| Anastasija Grigorjeva | styl wolny do 63 kg kobiet | Hela Riabi W 10:0 | Risako Kawai P 2:8 | NQ               | Monika Michalik P 2:5 | NQ                     | NQ               | 7.      |

### Żeglarstwo
| Zawodniczka    | Konkurencja | Wyścig | Wyścig | Wyścig | Wyścig | Wyścig | Wyścig | Wyścig | Wyścig | Wyścig | Wyścig | Wyścig | Wyścig | Wyścig | Punkty | Finałowa pozycja |
| Zawodniczka    | Konkurencja | 1      | 2      | 3      | 4      | 5      | 6      | 7      | 8      | 9      | 10     | 11     | 12     | M*     | Punkty | Finałowa pozycja |
| -------------- | ----------- | ------ | ------ | ------ | ------ | ------ | ------ | ------ | ------ | ------ | ------ | ------ | ------ | ------ | ------ | ---------------- |
| Ketija Birzule | RS:X kobiet | 24     | 24     | DNF    | 21     | 24     | 26     | DNF    | 25     | 23     | 11     | 13     | 18     | NQ     | 256    | 24.              |